# مسجد خط الأنابيب
مسجد خط الأنابيب (بالإنجليزية: Pipeline Mosque)، هو المسجد الرئيسي بمدينة سيريكوندا في دولة غامبيا غرب إفريقيا.

## الوصف
- تم بناء المسجد في 28 فبراير 1990.

- يقع المسجد على الجانب الغربي من شارع كايرابا (الاسم السابق: طريق خط الأنابيب) في سيريكوندا.[4]

- تبلغ الأبعاد الخارجية للمسجد حوالي 30 × 65 مترًا. يتمتع المسجد بملامح العمارة الإسلامية مثل المئذنة والواجهة.[5]

- المسجد يقع بالقرب من سفارة الولايات المتحدة الأمريكية في بانجول.[6]